# T-60
T-60은 제2차 세계 대전 당시 소련 육군이 운용했던 경전차이다. 1941년 8월 모스크바 공장 제37호에서 니콜라야 알렉산드로비차 아스트로바의 주도로 개발이 시작되었으며, 니콜라야는 1941년 당시 소련 내 경전차 생산을 총 담당하고 있던 인물이었다. 1941년 9월 붉은 군대에 공식 도입되었으며 몇몇 무기 공장에서 일련 제조되었다. 1943년 2월 더 강력한 경전차였던 T-70이 도입된 이후 T-60는 일선에서 물러났다. T-60은 총 5,720대가 생산되었으며, 1941년부터 1943년까지 독소전쟁의 여러 전투에 참여했다. 1943년 이후에도 운용된 T-60 전차들은 제2차 세계 대전이 끝날 때까지 정찰용 전차, 트랙터, 훈련용 전차로 활용되었다. 일부 전차들은 BM-8-24 제트 시스템을 탑재하여 생산되기도 했다. 제2차 세계 대전 이후 T-60은 붉은 군대에서 모두 퇴역했으며, 러시아와 핀란드에서 일부 전차를 박물관에 전시하고 있다.

## 개발
바르바로사 작전이 개시된 지 3일이 지난 1941년 6월 25일, 모스크바 제37호 공장은 T-40 경전차를 생산에서 빼고 T-50 전차로 생산을 즉각 전환하라는 명령을 받았다. 하지만 이 결정으로 제37호 공장은 완전히 개조되어야 했고, 기갑군단 지원공장은 이 상황을 받아들이기 어려웠다. 제조가 쉬웠던 T-40에 비해 T-50은 제조가 어려웠으며 T-50 생산은 기술적인 측면에서도 어려움을 겪었다.
제37호 공장의 총책임자였던 N.A. 아스트로바는 그의 기업을 통해 T-50 시리즈를 개발하기 위한 노력을 전쟁 초창기부터 시도해보았다. 대신 아스트로바와 그의 기업은 이미 개발이 잘 된 T-40을 기반으로 한 경전차를 개발하기로 결정했다. 새로 개발될 전차는 T-40으로부터 전반적인 기획안, 운용 부품의 핵심, 변속장치, 전자장비, 주무기 등을 빌려왔다. 초창기 부력전차로 잘 쓰이지 않았던 T-40의 경험에 기반하여, 아스트로바와 그의 기업은 부력 기능의 가능성을 배제함으로서 전차의 전면장갑의 두께가 더 늘어날 수 있었고 각도에서도 더 이점을 얻을 수 있게 되었다. 원래 무기는 T-40과 동일했는데, 12.7mm DCK 기관총과 7.62mm DC 기관총이었다.
T-60에 관한 개발 역사에서, 전문가들의 의견은 갈린다. 두 가지 버전이 존재하는데, 하나는 E. I. 프로호르코의 논문에 실린 표준이 되는 것이다.